# عبدالله ابوزمع
عبدالله ابوزمع (عربی: عبدالله محمد علي أبو زمع؛ زادهٔ ۴ آوریل ۱۹۷۶) بازیکن سابق و مربی فوتبال اهل اردن است.
از باشگاه‌هایی که در آن بازی کرده است می‌توان به باشگاه ورزشی الوکره و باشگاه ورزشی الوحدات اشاره کرد.
وی همچنین در تیم ملی فوتبال اردن بازی کرده است.